# Rafael Antonio Niño
Rafael Antonio Niño Munévar (Cucaita, Boyacá, 11 de diciembre de 1949) es un ciclista de ruta colombiano retirado, que compitió en las décadas de 1970 y 1980. Posee el récord de ser el ganador de más ediciones de la Vuelta a Colombia y el Clásico RCN, las competencias ciclísticas más importantes de su país.

## Trayectoria
Su estela de triunfos inició con la versión número 20 de la Vuelta a Colombia en 1970, en la cual se impuso contra todo pronóstico, contando con solo 20 años de edad y dos de practicar este deporte. Se hizo profesional entre 1973 y 1974 participando en competencias europeas como el Giro de Italia de 1974 con el equipo Jolly Ceramica donde ofició como gregario de Giovanni Battaglin quedando en la posición 41° de la clasificación general. Después de un año como profesional regresó a Colombia para integrar el equipo del Banco Cafetero, del cual fue líder indiscutible. Haciendo parte de este equipo dominó la Vuelta a Colombia y el Clásico RCN durante la década de 1970. Era conocido con el apodo del «Niño de Cucaita». Posee el récord de más triunfos de la Vuelta a Colombia (seis ediciones), por encima de figuras como Ramón Hoyos Vallejo, Martín Emilio Rodríguez y Luis Herrera, y la cifra también récord de cinco triunfos en el Clásico RCN.
Después de su retiro se convirtió en director técnico del equipo Café de Colombia uno de los equipos profesionales de ciclismo de su país que participaron en el Tour de Francia durante la década de 1980.
En su pueblo natal, Cucaita, se erige una estatua en su honor en el parque principal. El escudo de la municipalidad exhibe en su parte inferior una rueda de bicicleta como un homenaje. En 2006, en Cucaita, se inauguró un museo en su honor.

## Palmarés
1970
- Vuelta de la Juventud
- Vuelta a Colombia

1971
- Clásico RCN

1972
- 1 etapa de la Vuelta a Colombia

1973
- Vuelta a Colombia, más 2 etapas
- 1 etapa del Clásico RCN

1975
- Vuelta a Colombia, más 3 etapas
- Clásico RCN, más 2 etapas

1977
- Vuelta a Colombia, más 3 etapas
- Clásico RCN

1978
- Vuelta a Colombia, más 1 etapa
- Clásico RCN, más 2 etapas

1979
- Clásico RCN, más 1 etapa

1980
- Vuelta a Colombia, más 3 etapas

1981
- 3 etapas de la Vuelta a Colombia

## Resultados en lasgrandes vueltas
Durante su carrera deportiva consiguió los siguientes puestos en las Grandes Vueltas:
| Carrera         | 1974 |
| --------------- | ---- |
| Tour de Francia | -    |
| Giro de Italia  | 41.º |
| Vuelta a España | -    |
| Mundial en Ruta | Ab.  |

-: no participa 

Ab.: abandono

## Equipos
- Aficionado:
  - 1970:  Junta Administradora de Deportes (club) de Cundinamarca (selección regional)[7]
  - 1971:  Singer[8]
  - 1972:  Postobón[9]
  - 1973:  Néctar - ELC (Vuelta a Colombia)[10] Ferretería Reina Ltda (Clásico RCN)[11]
- Profesional:
  - 1974:  Jolly Ceramica[12]
- Aficionado:
  - 1975:  Banco Cafetero[13]
  - 1976:  Banco Cafetero[14]
  - 1977:  Banco Cafetero[15]
  - 1978:  Benotto[16]
  - 1979:  Lotería de Boyacá[17]
  - 1980:  Droguería Yaneth[18]
  - 1981:  Lotería de Boyacá[19]
  - 1982:  Lotería de Boyacá[20]